# Ennomos nephotropa
Ennomos nephotropa är en fjärilsart som beskrevs av Louis Beethoven Prout 1930. Ennomos nephotropa ingår i släktet Ennomos och familjen mätare. Inga underarter finns listade i Catalogue of Life.